# Tupaia glis
Espèce
Statut de conservation UICN

 LC  : Préoccupation mineure
Statut CITES
Répartition géographique
Le Toupaye commun ou Tupaïa commun (Tupaia glis) est un mammifère de la famille des Tupaiidae qui se rencontre en Asie du Sud-est, de la Thaïlande à l'Indonésie, essentiellement dans les forêts tropicales. Il peut mesurer corps et tête 22 cm de long avec une queue de 20 cm. 
Le mot toupaye vient du malais « tupai » qui veut dire écureuil, animal auquel il ressemble autant par son apparence que par son comportement, bien qu'il se nourrisse d'arthropodes, de fruits et de feuilles (Selon ADW).
Le Tupaye commun a une courte queue broussailleuse et un long museau pointu. Certains ouvrages affirment qu'il n'est pas arboricole, qu'il vit au sol et cherche dans l'humus de la forêt tropicale et dans les vieilles souches d'arbres morts des larves de coléoptères, des vers de terre et des insectes ; d'autres ouvrages le décrivent au contraire comme un animal essentiellement arboricole, construisant son nid dans les arbres et passant beaucoup de temps à chercher des fruits et insectes dans la litières de la forêt, ayant une période de gestation d'environ 7 semaines, soit près de 50 jours, et mettant à bas une portée de un à trois petits.